# Аксу (місто, Китай)
41°09′59″ пн. ш. 80°15′00″ сх. д. / 41.166389° пн. ш. 80.25° сх. д.
Аксу (уйгурська: ئاقسۇ|Aqsu|Ak̡su, піньїнь: Ākèsū Shì) — місто в Сіньцзяні у Китаї, столиця префектури Аксу. Назва перекладається як льодовикова вода і використовується як для позначення міста-оази, так і для річки Аксу.
Згідно з переписом 2002 місто мало населення 560 000 осіб, з них китайців 362 000.
Економіка базується на бавовні. Також виробляється зерно, плоди, олія, буряк. Промисловість представлена ткацтвом, цементною і хімічною галузями.

## Історія
З часів династії Хань (125 рік до Р.Х. до 23 від Р.Х.) до ранньої династії Тан (618-907 від Р.Х.) Аксу відоме під назвою Гумо 姑墨 . Він був важливою зупинкою на Північному Шовковому Шляху, що прямував уздовж північного краю пустелі Такла-Макан в Таримському басейні між містами Куча і Кашгар. За буддистським санскритом відомий як Бхарука (Bharuka). Древнє провідне місто Нан («Південне Місто») було ймовірно розташоване на південь від сьогоденного міста.
За часів династії Хань Гумо описується як «царство» (guo), що має 3,500 родин і 24,500 осіб, у тому числі 4,500 чоловік, здатних носити зброю. Можливо держава виробляла мідь, залізо і аурипігмент.
Китайський прочанин Сюаньцзан (Xuanzang) відвідав цю державу в 629 від Р.Х. і записав його назву як Балука (Baluka). В записах фігурують буддистські монастирі на 1 000 ченців. Він зазначив, що держава простягається на 600 лі від сходу до заходу, і 300 лі, від півночі на південь. А також, що його столиця становить 6 лі в діаметрі. Також повідомляється, що "Рідна продукція, клімат, темперамент людей, митниця, записана мова і закон, ті ж, як в країні Куча, але у мові помітні відмінності. Він також зазначив, що прекрасне бавовняне і конопляне полотно, зроблене в області, експортується у сусідні країни..
У 7-му, 8-му, і на початку 9-го століття, контроль над регіоном воювали китайська династія Тан, Тибетська імперія Туфан, і Уйгурський каганат. Тибет захопив Аксу в 670 від Р.Х., але війська династії Тан зайняли край в 692. Тибет оволодів знов Таримським басейном в кінці 720-х, але Династія Тан знову анексувала регіон в 740-х. Таласька битва призвела до подальшого вилучення Китаю з історії регіону і суперечка відбувалась між тибетцями і уйгурами.
Аксу був постійно під впливом міста Куча і займав провідне місце на Північно Таримському шовковому шляху на дорозі до долини річки Ілі.
Близько 1220 року Аксу став столицею держави Мангалай (Mangalai) . 
Френсіс Янгхазбенд, відвідав Аксу в 1887 на його сухопутній подорожі з Пекіна до Індії. Він описав його, як найбільше місто, яке він побачив на його дорозі з Пекіна. Аксу мало близько 20,000 місцевих мешканців, без врахування гарнізону близько у 2,000 солдатів. Місто мало великі базари і караван-сараї для купців.

## Клімат
| Клімат Аксу             | Клімат Аксу | Клімат Аксу | Клімат Аксу | Клімат Аксу | Клімат Аксу | Клімат Аксу | Клімат Аксу | Клімат Аксу | Клімат Аксу | Клімат Аксу | Клімат Аксу | Клімат Аксу | Клімат Аксу |
| Показник                | Січ.        | Лют.        | Бер.        | Квіт.       | Трав.       | Черв.       | Лип.        | Серп.       | Вер.        | Жовт.       | Лист.       | Груд.       | Рік         |
| Абсолютний максимум, °C | 7,3         | 13,7        | 25,0        | 34,5        | 35,0        | 37,0        | 39,6        | 38,4        | 34,2        | 28,0        | 20,2        | 9,5         |             |
| Середній максимум, °C   | −0,9        | 4,6         | 12,9        | 21,9        | 26,6        | 29,6        | 31,2        | 30,2        | 25,9        | 18,9        | 9,1         | 0,8         | 17,6        |
| Середня температура, °C | −7,8        | −2,2        | 6,3         | 14,7        | 19,2        | 22,1        | 23,8        | 22,5        | 17,8        | 10,3        | 1,8         | −5,5        | 10,3        |
| Середній мінімум, °C    | −13,3       | −7,8        | 0,1         | 7,6         | 12,1        | 14,8        | 16,6        | 15,6        | 10,8        | 3,7         | −3,1        | −10         | 3,9         |
| Абсолютний мінімум, °C  | −25,2       | −24,4       | −10,9       | −3,1        | 2,7         | 6,0         | 8,7         | 8,3         | 1,4         | −4,5        | −12,9       | −23,4       |             |
| Норма опадів, мм        | 1.6         | 2.4         | 3.5         | 2.5         | 8.9         | 14.0        | 16.0        | 14.1        | 6.2         | 2.3         | 0.5         | 2.4         |             |
| Днів з опадами          | 2,3         | 2,2         | 1,6         | 1,5         | 3,1         | 5,3         | 6,6         | 6,3         | 3,3         | 1,1         | 0,7         | 1,9         |             |
| ----------------------- | ----------- | ----------- | ----------- | ----------- | ----------- | ----------- | ----------- | ----------- | ----------- | ----------- | ----------- | ----------- | ----------- |
| Джерело: Weather China  |             |             |             |             |             |             |             |             |             |             |             |             |             |